# Darren Criss
Darren Everett Criss, född 5 februari 1987 i San Francisco, är en amerikansk skådespelare och singer-songwriter. Han är känd från att ha spelat Harry Potter i teateruppsättningen A Very Potter Musical och rollen som Blaine Anderson i tv-serien Glee.
Darren har också medverkat i Katy Perrys musikvideo till Last Friday Night (TGIF) där han spelade rollen som "Aaron Christopherson." I januari 2012 debuterade han på Broadway i den ledande rollen som J. Pierrepont i musikalen How to Succeed in Business Without Really Trying.

## Biografi
Criss föddes i San Francisco, Kalifornien, som yngste son till Cerina (född Bru) och Charles William Criss, bankir och tidigare direktör för San Francisco-operan, Philharmonia Baroque Orchestra, Stern Grove Festival och San Francisco föreställningar. Criss är etniskt eurasier - hans mor, född i Cebu, Filippinerna, är av kinesisk, spansk och filippinsk härkomst, medan hans far, född i Pittsburgh, Pennsylvania, är av irländsk härkomst. Han har en äldre bror som heter Charles "Chuck" Criss (född April 15, 1985) som är musiker och medlem av indierockbandet Freelance Whales. Criss och hans bror växte upp i San Francisco, med undantag från 1988 till 1992, när familjen bodde i Honolulu, Hawaii, där deras far startade EastWest Bank och jobbade som styrelseordförande och verkställande direktör.
Criss intresse för musik och scenkonst startade tidigt i hans barndom. Vid fem års ålder började han ta fiollektioner och fortsatte med det genom high school. När han var tio år blev han antagen till American Conservatory Theater (ett konservatoriumprogram för unga) där han studerade teaterföreställning. Samtidigt gjorde han sin första professionella scendebut på musikteaterföretaget 42nd Street Moon. Han fortsatte att syssla med sina musikaliska intressen och lärde sig spela olika instrument som fiol, gitarr, piano, mandolin, munspel och trummor. Vid femton års ålder började han fördjupa sig i komposition och skrev sin första låt, som han senare använde som titelspåret på sin första EP Human som släpptes 2009.
Criss avslutade sin grundutbildning vid Stuart Hall for Boys och tog senare examen från Saint Ignatius College Preparatory 2005. På Saint Ignatius var han med i scenkonstprogrammet och agerade i teaterklassikerna The Music Man, The Diary Anne Frank och Fiddler on the Roof. Han fördjupade sig också i skolans musikscen där han var konsertmästare i skolans orkester, var frontperson för sitt eget band och röstades fram som "mest sannolik att vinna en Grammy" av sina klasskamrater. Criss fortsatte att studera vid University of Michigan, med huvudämnen teaterföreställning, musikvetenskap och italienska. Han utförde olika teateruppsättningar och var aktiv både som skådespelare och regissör i universitetets studentdrivna teaterorganisation Basement Arts. Under våren 2008 tillbringade han en termin utomlands för att studera italiensk teater på Accademia dell'Arte i Arezzo, Italien. År 2009 fick han sin kandidatexamen i Fine Arts.

## Filmografi

### Film
| År   | Titel                      | Roll            | Noteringar         |
| ---- | -------------------------- | --------------- | ------------------ |
| 2005 | I Adora You                | Josh            | Kortfilm           |
| 2009 | Walker Phillips            | Elliott         | Kortfilm           |
| 2010 | The Chicago 8              | Yippee Man      |                    |
| 2011 | Glee: The 3D Concert Movie | Blaine Anderson | Konsert dokumentär |
| 2012 | Girl Most Likely           | Lee             |                    |

### TV-serier
| År         | Titel                      | Roll                          | Noteringar                                      |
| ---------- | -------------------------- | ----------------------------- | ----------------------------------------------- |
| 2010–2015  | Glee                       | Blaine Anderson               | Från säsong 2                                   |
| 2009       | Eastwick                   | Josh Burton                   | 5 avsnitt                                       |
| 2010       | Cold Case                  | Ruben Harris                  | Avsnitt "Free Love"                             |
| 2011       | Archer                     | Mikey and Tommy (endast röst) | Avsnitt "Placebo Effect"                        |
| 2011, 2012 | The Glee Project           | Sig själv                     | 4 avsnitt                                       |
| 2012       | Glee: Don't Stop Believing | Sig själv                     | Dokumentär om Glee                              |
| 2012       | The Cleveland Show         | Sig själv (endast röst)       | Avsnitt "Jesus Walks"                           |
| 2013       | Web Therapy                | Augie Sayles                  | 3 avsnitt                                       |
| 2018       | Mordet på Gianni Versace   | Andrew Cunanan                | Säsong 2 av antologiserien American Crime Story |
| 2020       | Hollywood                  | Raymond Ansley                |                                                 |

### Teater
| År   | Titel                                            | Roll                      | Noteringar                                                                       |
| ---- | ------------------------------------------------ | ------------------------- | -------------------------------------------------------------------------------- |
| 1997 | Fanny                                            | Cesario                   | 42nd Street Moon production – scendebut                                          |
| 1998 | Do I Hear a Waltz?                               | Mauro                     | 42nd Street Moon production                                                      |
| 1999 | Babes in Arms                                    | Beauregard Calhoun        | 42nd Street Moon production                                                      |
| 2005 | Shed a Little Light: The Music of James Taylor   | Sångare och musiker       | American Conservatory Theater                                                    |
| 2006 | Paper Canoes                                     | Salmon                    | Zeitgeist Artworks production                                                    |
| 2009 | A Very Potter Musical                            | Harry Potter              | StarKid Productions - Ledande roll, låtskrivare och kompositör                   |
| 2009 | Me and My Dick                                   | Italiensk restaurangägare | StarKid Productions - Cameo (endast röst), låtskrivare och kompositör, gitarrist |
| 2010 | A Very Potter Sequel                             | Harry Potter              | StarKid Productions - Ledande roll, låtskrivare och kompositör, Samproducent     |
| 2012 | How to Succeed in Business Without Really Trying | J. Pierrepont Finch       | Broadway debut – Ledande roll                                                    |
| 2012 | A Very Potter Senior Year                        | Harry Potter              | StarKid Productions - Ledande roll, låtskrivare och kompositör                   |
| 2015 | Hedwig and the Angry Inch                        | Hedwig                    | Belasco Theatre, Broadway - Ledande roll                                         |
| 2016 | Hedwig and the Angry Inch                        | Hedwig                    | Nordamerikansk turné                                                             |

### Musikvideor
| År   | Video                            | Artist                      | Noteringar                                     |
| ---- | -------------------------------- | --------------------------- | ---------------------------------------------- |
| 2009 | Skin and Bones                   | Charlene Kaye               |                                                |
| 2009 | Magnolia Wine                    | Charlene Kaye               |                                                |
| 2009 | Roll with Me                     | Montgomery Gentry           |                                                |
| 2011 | Dress and Tie                    | Charlene Kaye               |                                                |
| 2011 | Last Friday Night (T.G.I.F.)     | Katy Perry                  | Som Aaron Christopherson                       |
| 2012 | New Morning                      | Sig själv, Chuck Criss      | Bob Dylan cover för Amnesty International      |
| 2012 | Dress You Up                     | Vogue's "Fashion Night Out" | Tillsammans med resten av skådespelarna i Glee |
| 2014 | I Sold My Bed, But Not My Stereo | Capital Cities              |                                                |
| 2014 | Already Home                     | A Great Big World           |                                                |

## Diskografi

### Soloalbum
- Human (2010) (EP)
- Homework (2017) (EP)[12]

### Med bandet Computer Games
- Lost Boys Life EP (2017)[13]

### Glee album
- Glee: The Music, The Christmas Album (2010)
- Glee: The Music, Volume 4 (2010)
- Glee: The Music Presents the Warblers (2011)

### StarKid Productions album
- Little White Lie (2007)
- A Very Potter Musical (2009)
- Me and My Dick (A New Musical) (2010)
- A Very StarKid Album (2010)
- A Very Potter Sequel (2010)
- Starship (2011)
- The SPACE Tour (2012)
- Apocalyptour (2012)
- A Very StarKid Senior Year (2012)